# Голдашівська сільська рада
| Голдашівська сільська рада — колишній орган місцевого самоврядування у Бершадському районі Вінницької області з адміністративним центром у с. Голдашівка. Сільраді були підпорядковані населені пункти: - с. Голдашівка |

## Склад ради
Рада складалася з 14 депутатів та голови.

## Керівний склад сільської ради
| ПІБ                        | Основні відомості                                                                         | Дата обрання | Дата звільнення |
| -------------------------- | ----------------------------------------------------------------------------------------- | ------------ | --------------- |
| Волошина Тетяна Василівна  | Сільський голова, 1963 року народження, освіта, член Народно-демократичної партії України | 26.03.2006   | 31.10.2010      |
| Усатюк Валерій Миколайович | Сільський голова, 1965 року народження, освіта, безпартійний                              | 31.10.2010   |                 |

Примітка: таблиця складена за даними джерела

## Історія
20 лютого 1960 Кидрасівська і Голдашівська сільські ради об'єднані в одну Голдашівську сільську раду з центром в селі Голдашівка.